# Scandal (노래)
〈Scandal〉은 영국의 록 밴드 퀸의 곡이다. 이 곡은 1989년 음반 《The Miracle》의 네 번째 싱글로 발표되었고 영국에서 25위로 정점을 찍었다. 이 싱글곡은 미국에서 발매되었지만 차트 작성에는 실패했다.

## 구성
브라이언 메이가 썼지만 퀸이 쓴 〈Scandal〉은 1980년대 말에 메이와 리드 싱어 프레디 머큐리가 언론으로부터 받은 원치 않는 관심에 관한 것으로, 메이의 첫 번째 부인인 크리시 멀렌의 이혼, 그리고 여배우 아니타 돕슨과 그의 관계에 대한 언론계의 추측이 커지고 있다. 1987년 4월 에이즈 진단을 받은 머큐리는 1991년 11월 사망 전날까지 자신의 상태를 밝히지 않았으나 외모의 변화, 특히 체중 감량은 그가 중병에 걸렸다는 추측을 불러일으켰다.

## 녹음
메이는 키보드와 기타를 한 번에 녹음했다. 머큐리의 목소리도 한 번에 나왔다.